# Moriago della Battaglia
Moriago della Battaglia ist eine nordostitalienische Gemeinde (comune) mit 2815 Einwohnern (Stand 31. Dezember 2023) in der Provinz Treviso in Venetien. Die Gemeinde liegt etwa 24,5 Kilometer nordnordwestlich von Treviso am Piave.

## Geschichte
Moriago della Battaglia wurde erstmals als Murliago 1112 erwähnt. Bei Moriago gelang es den italienischen Truppen, während des Ersten Weltkrieges am 27. Oktober 1918 im Laufe der Schlacht von Vittorio Veneto den Piave zu überschreiten. Seit 1962 trägt die Gemeinde daher den Beinamen della Battaglia.